# 憂鬱な太陽 退屈な月
『憂鬱な太陽 退屈な月』（ゆううつなたいよう たいくつなつき）は、日本のシンガーソングライター鬼束ちひろの配信限定シングル。

## 解説
シングルとしては、『書きかけの手紙』より約3ヶ月振りの発売となる。
本楽曲は、夏の恋で見え隠れする光と影の側面、それらによって生じる焦燥と倦怠を鬼束なりの純文学のような歌詞で描き出された内容となっており、アレンジとしてはダークでミステリアスなロックとして仕上げたのだという。

## 収録曲
1. 憂鬱な太陽 退屈な月
作詞・作曲：鬼束ちひろ/編曲：兼松衆